# Aorta
aorta（アオルタ）は2004年に結成された日本のロックバンド。男性4人によって構成される。耳に残るメロディーと景色を想起させる独特の世界観を特徴とする音楽を展開する。

## 概要・来歴
メンバーは戸部隆太、中村洋介、多賀太郎、三上晃一郎の4人。楽曲の作詞作曲は全て戸部が担当する。
2004年に結成。2005年12月にアルバム『φ (fai)』にてインディーズデビュー。2006年2月より『φ (fai)』の収録曲「忘れないよ」が、TBS系の3つのテレビ番組で3ヶ月連続のタイアップを獲得。2008年5月に初のフルアルバム『corona』をリリース。

## メンバー
- 戸部隆太（とべ りゅうた、1月2日 - ）
  - ボーカル、ギター担当。及び全楽曲の作詞作曲を務める。東京都出身。
- 中村洋介（なかむら ようすけ、4月28日 - ）
  - ギター担当。東京都出身。
- 多賀太郎（たが たろう、12月1日 - ）
  - ベース担当。東京都出身。
- 三上晃一郎（みかみ こういちろう、8月26日 - ）
  - ドラムス担当。新潟県出身。

## 作品

### シングル
- I don't know why/海風 （2006年8月9日）

### アルバム
- corona（2008年5月8日）

- φ (fai) （2005年12月7日）
  - タワーレコード渋谷店インディーズチャート初登場5位、総合チャート28位
  - M-1「忘れないよ」（TBS系『music B.B.』、TBS系『開運音楽堂』、TBS系『恋愛脳℃』タイアップ曲）

### 配信
- F -エフ- （2007年1月）
  - iTunes Storeでの配信限定曲第1弾
- wonder land （2007年2月）
  - iTunes Storeでの配信限定曲第2弾
- 限りある世界で （2007年3月）
  - iTunes Storeでの配信限定曲第3弾